# Belgia w Konkursie Piosenki Eurowizji Junior
Belgia zadebiutowała w Konkursie Piosenki Eurowizji Junior w 2003 roku. 
Najwyższym wynikiem kraju jest 4. miejsce, które w 2009 roku zajęła Laura Omloop z utworem „Zo verliefd (Yodelo)”

## Historia

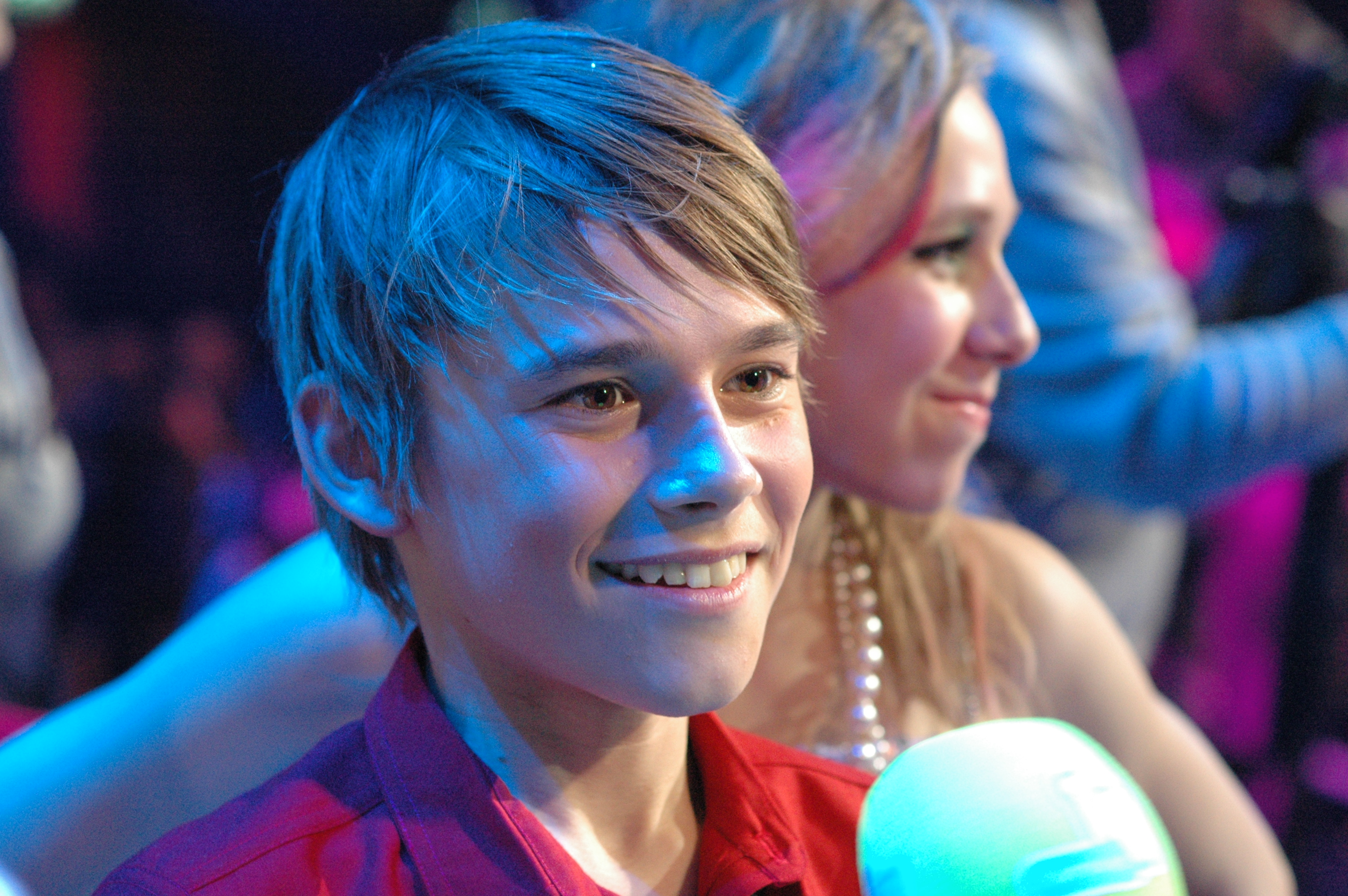
Fabian Feyaerts - reprezentant kraju podczas Konkursu Piosenki Eurowizji Junior 2012

### Konkurs Piosenki Eurowizji Junior 2003
Belgia zdecydowała się na debiut w inauguracyjnym 1. Konkursie Piosenki Eurowizji Junior. Reprezentanta wybrano za pośrednictwem preselekcji Junior Eurosong, które składały się z dwóch półfinałów i finału. W pierwszym półfinale który odbył się 7 września 2003 zaprezentowali się Laura („Wees zeker”), Martijn („Ik word je popidool”), X!NK („De Vriendschapsband”), Charlotte („Hey kids hier”), Kia („Geen antwoord”). Do finału zakwalifikowali się: Laura, Martijn oraz zespół X!NK. W drugim półfinale który rozegrano 14 września wystąpili: Tonya („Hé doe maar mee”), Remi („Duizend dromen”), SImon MC („Rapklap”), Twin Girls („Plezier voor twee”) i Jelly Pie („Groen”). Do finału zakwalifikowali się Tonya i Remi.
21 września 2003 finał preselekcji wygrał zespół X!NK z piosenką „De Vriendschapsband”, uzyskując tym samym prawo do reprezentowania Belgii w konkursie. 15 listopada 2003 zespół wystąpił jako jedenasty w kolejności startowej występów i zajął 6. miejsce zdobywszy 83 punkty. 

### Konkurs Piosenki Eurowizji Junior 2004–2005
W 2004 i 2005 roku, Belgia zajęła dwukrotnie 10. miejsce: najpierw kraj reprezentował zespół Free Spirits z piosenką Accroche-Toi, a rok później LindsaY z piosenką Mes Rêvesnie.

### Konkurs Piosenki Eurowizji Junior 2006
W 2006 roku, zespół Thor! został reprezentantem Belgii na Konkurs Piosenki Eurowizji Junior 2006. Wykonał wówczas utwór Een tocht door het donker, który przyniósł mu 7. miejsce.

### Konkurs Piosenki Eurowizji Junior 2007
W 2007 roku państwo reprezentował zespół Trust z piosenką Anders. Występ nie spodobał się publiczności, a grupa zajęła 15., najgorsze w historii udziału Belgii, miejsce w konkursie.

### Konkurs Piosenki Eurowizji Junior 2008
2008 znów nie przyniósł dobrych wyników - Oliver Symons z piosenką Shut up! zajął 11. miejsce, zdobywając 45 punktów.

### Konkurs Piosenki Eurowizji Junior 2009
Przełomowym momentem w historii udziału Belgii w Konkursie Piosenki Eurowizji Junior był start w 2009 roku. Reprezentantką kraju została Laura Omloop, która piosenką Zo verliefd zapewniła najwyższe w historii udziału Belgii miejsce w finale. Ostatecznie zajęła 4. miejsce.

### Konkurs Piosenki Eurowizji Junior 2010–2011
Po zeszłorocznym sukcesie, Belgia wysłała na konkurs w 2009 roku duet Jill & Lauren z piosenką Get Up!. Zajęły wtedy 7. miejsce, zdobywając 61 punktów. Rok później, Femke z piosenką Een kusje meer również wywalczyła tylko 7. miejsce dla kraju, otrzymując w sumie 3 punkty więcej od zeszłorocznego reprezentanta (64).

### Konkurs Piosenki Eurowizji Junior 2012
Reprezentantem Belgii podczas konkursu w 2012 roku został Fabian Fayerts, który wykonał na festiwalu utwór Abracadabra. Jako jednemu z dwóch reprezentantów Belgii, udało mu się zająć miejsce w 5 najwyższych wynikach - zakończył rywalizację na 5. miejscu.

### Konkurs Piosenki Eurowizji Junior 2012–2024: Brak udziału
26 marca 2013 roku flamandzki nadawca VRT ogłosił, że Belgia wycofuje się z 11. Konkursu Piosenki Eurowizji Junior aby skupić się na nowym programie dla młodych wykonawców w Belgii.  Zorganizowali jednak krajowy finał o nazwie Wie wordt Junior? który wygrał wówczas 14-letni Pieter Vreys. 20 grudnia 2013 roku flamandzki kanał telewizyjny Ketnet w Belgii ogłosił, że nie jest już zainteresowany Konkursem Piosenki Eurowizji Junior i postanowił nie wracać.
Waloński nadawca Radio-télévision belge de la Communauté française (RTBF) tłumacząc swoją decyzję o nie dokonywaniu powrotu do udziału w konkursie przyznał, że jest to spowodowane zbyt dużymi kosztami udziału. Flamandzki nadawca Vlaamse Radio- en Televisieomroep (VRT) także przyznał, że nie planuje zorganizować powrotu Belgii do konkursu. 
31 grudnia 2023 flamandzki nadawca Vlaamse Radio- en Televisieomroep (VRT) potwierdził, że nie wyklucza powrotu do udziału w 22. Konkursie Piosenki Eurowizji Junior oraz, że na nowo rozważa powrót do udziału w konkursie a swoją decyzje ogłosi w nadchodzących miesiącach. 22 maja 2024 Annemie Gulickxa, dyrektorka sieci Ketnet poinformowała, że stacja nie zorganizuje powrotu do udziału w konkursie ze względu na problemy finansowe, ale nie wyklucza powrotu do udziału w 2025.  

## Uczestnictwo
| Rok                        | Artysta       | Piosenka                    | Język                   | Miejsce | Punkty |
| -------------------------- | ------------- | --------------------------- | ----------------------- | ------- | ------ |
| 2003                       | X!NK          | „De Vriendschapsband”       | niderlandzki            | 6       | 83     |
| 2004                       | Free Spirits  | „Accroche-Toi”              | francuski               | 10      | 37     |
| 2005                       | LindsaY       | „Mes Rêves”                 | francuski               | 10      | 63     |
| 2006                       | Thor!         | „Een tocht door het donker” | niderlandzki            | 7       | 71     |
| 2007                       | Trust         | „Anders”                    | niderlandzki            | 15      | 19     |
| 2008                       | Oliver        | „Shut Up”                   | niderlandzki            | 11      | 45     |
| 2009                       | Laura Omloop  | „Zo verliefd (Yodelo)”      | niderlandzki            | 4       | 113    |
| 2010                       | Jill & Lauren | „Get Up!”                   | niderlandzki, angielski | 7       | 61     |
| 2011                       | Femke         | „Een kusje meer”            | niderlandzki            | 7       | 64     |
| 2012                       | Fabian        | „Abracadabra”               | niderlandzki            | 5       | 72     |
| Brak reprezentanta od 2013 |               |                             |                         |         |        |

## Historia głosowania w finale (2003–2012)
Poniższe tabele pokazują, którym krajom Belgia przyznaje w finale najwięcej punktów oraz od których państw belgijscy reprezentanci otrzymują najwyższe noty.
| Miejsce | Kraj                 | Punkty |
| ------- | -------------------- | ------ |
| 1       | Holandia             | 98     |
| 2       | Armenia              | 52     |
| 3       | Rosja                | 47     |
| 4       | Szwecja              | 46     |
| 5       | Hiszpania · Białoruś | 39     |

| Miejsce | Kraj               | Punkty |
| ------- | ------------------ | ------ |
| 1       | Holandia           | 97     |
| 2       | Macedonia Północna | 37     |
| 3       | Szwecja            | 36     |
| 4       | Malta              | 32     |
| 5       | Białoruś           | 28     |

Legenda:
     1. miejsce
     2. miejsce
     3. miejsce

## Organizacja
| Rok  | Miasto  | Miejsce      | Prowadzący                      |
| ---- | ------- | ------------ | ------------------------------- |
| 2005 | Hasselt | Trixxo Arena | Maureen Louys i Marcel Vanthilt |